# MY Camelopardalis
MY Camelopardalis è un sistema binario costituito da due stelle di grande massa, entrambe di classe O, distante 13.000 anni luce dal sistema solare.

## Localizzazione
Questo sistema stellare è situato nella costellazione della Giraffa (Camelopardalis) ed è il più luminoso oggetto dell'ammasso aperto Alicante 1 situato all'interno dell'Associazione OB Cam OB3 situata nella Regione oscura della Giraffa. Il sistema ha una velocità radiale nei confronti del sistema solare di -47 km/s (±4 km/s), tale valore indica che il sistema si sta muovendo verso il sistema solare.

## Caratteristiche fisiche
- tipo spettrale: la primaria è una O5.5V, la secondaria una O7V: la V convenzionalmente indica che una stella è variabile.
- massa: la primaria ha una massa di 37,7±1,6 masse solari, la secondaria di 31,6±1,4 M⊙[2].
- raggio medio: la primaria ha un raggio medio pari a 7,60 raggi solari (con un'incertezza pari a 0,10 raggi solari), la secondaria ha un raggio pari a 7,01 ± 0,09 R⊙.
- temperatura superficiale: la primaria ha una temperatura di 42.000 K, la secondaria di 39.000 K, per entrambe c'è un'incertezza di ± 1.500 K.
- gravità superficiale: la primaria log g = 4,251, per la secondaria log g = 4,245: per entrambe l'incertezza del valore è di ± 0,022.

## Caratteristiche orbitali
- periodo di rivoluzione: le due stelle ruotano attorno al comune baricentro con un periodo di 1,17545 giorni.
- velocità di rivoluzione: la velocità di rivoluzione attorno al baricentro è di 280 km/s, l'incertezza è di ± 20 km/s.
- eccentricità: questo elemento orbitale non è stato misurato, viene ritenuto essere 0 (zero).
- semiasse: questo elemento è compreso tra 18,98 e 19,50 raggi solari.
- inclinazione: 62,59°.

## Variabilità
Il sistema costituisce una binaria spettroscopica, più precisamente una binaria a eclisse di tipo EW, che costituisce una variabile ellissoidale rotante.